# De verborgen kroon
De verborgen kroon is een  stripverhaal uit de reeks van Jerom. In 2022 werd in de hommage-reeks van Suske en Wiske een vervolg op dit verhaal gegeven in Geduvel op de heide.

## Het verhaal
Jerom is op vakantie en kampeert op de heide. 's Avonds ziet hij dwaallichtjes bij een molen en ziet een man op de lichtjes schieten. Jerom ziet dat het om sprookjeswezens gaat en helpt het neergeschoten wezentje. Het elfje vertelt dat mensen niet meer in hun geloven en dat ze daarom niet langer op de hei, maar diep onder de grond leven. Af en toe vliegen ze naar boven en op een van deze vluchten is de koningin haar kroon verloren. De elfen vermoeden dat boer Sanders de kroon bezit en dat hij daarom probeert om de elfen bij zijn domein weg te houden. Boer Sanders krijgt een tip van zigeuners. Hij schakelt de aardmannetjes in om de elfjes te bestrijden, ze doen dit in ruil voor bier. Jerom probeert de elfjes te helpen, maar komt gevangen te zitten in een put. Hij geeft het telefoonnummer van tante Sidonia en een van de elfjes belt haar. Tante Sidonia komt ook met kampeerspullen naar de hei en hoort wat er aan de hand is. Ze bevrijdt Jerom uit de put en samen krijgen ze de elfenkroon in handen.
De handlangers van boer Sanders en de aardmannen proberen te voorkomen dat de kroon naar de elfenwereld wordt gebracht. Dit mislukt echter. Jerom werpt de aardmannetjes in het water, waardoor ze verdwijnen. De elfen besluiten nog dieper in de grond te gaan wonen, voor elfen en feeën is geen plek meer op de hei. Jerom wil nog langs boer Sanders en zijn handlanger en geeft hen elk een sigaar, hij zegt als vrienden uit elkaar te willen gaan. Tante Sidonia en Jerom gaan terug naar huis. Boer Sanders en zijn mannen zijn verbaasd, maar dan blijken ze klapsigaren gekregen te hebben.

## Locaties
- heide
- molen
- Walhoeve
- elfenwereld met kasteel

## Personages
- Jerom
- boer Sanders
- elfjes
- Lasido en andere zigeuners
- Krabbe en Koker
- aardmannetjes